# TFIIH
TFIIH je obecný transkripční faktor RNA polymerázy II. Je významnou složkou tzv. preiniciačního komplexu (PIC) a různé jeho podjednotky se podílí na spuštění transkripce protein-kódujících genů u jaderných organismů a zároveň hraje roli v tzv. excizní opravě DNA. Tato dvojí funkce transkripčního faktoru IIH je dávána do souvislosti s pozorováním, že v často přepisovaných oblastech genomu dochází k rychlejší opravě DNA.

## Struktura a funkce
Transkripční faktor IIH se skládá z 9 (podle novějších pramenů z 10) podjednotek. K těm nejvýznamnějším patří helikázy XPB a XPD, které jsou schopné za spotřeby ATP rozvíjet dvoušroubovici DNA v okolí TATA boxu, což je nezbytné pro start transkripce. XPD je 5’-3’ helikáza, XPB má 3'-5' helikázovou aktivitu. Další důležitou podjednotkou je cyklin-dependentní kináza CDK7, která je schopná (za účasti dalších proteinů) fosforylovat C-terminální doménu (CTD) RNA polymerázy II a tím podněcuje přechod z iniciační do elongační fáze transkripce. Řada podjednotek má význam v regulaci buněčného cyklu. Celý TFIIH se napojuje na velký komplex proteinů na začátku genů, tzv. preiniciační komplex. Připojení TFIIH je posledním krokem sestavování tohoto preiniciačního komplexu.

## V medicíně
Důležitost TFIIH pro opravu DNA dokazují choroby, které způsobuje mutace některých podjednotek tohoto transkripčního faktoru – zejména xeroderma pigmentosum a Cockayneův syndrom. Tyto nemoci jsou provázeny vysokou citlivostí na světlo, neboť UV záření u takto nemocných poškozuje pokožkové buňky.